# Gouden Ezelsoor

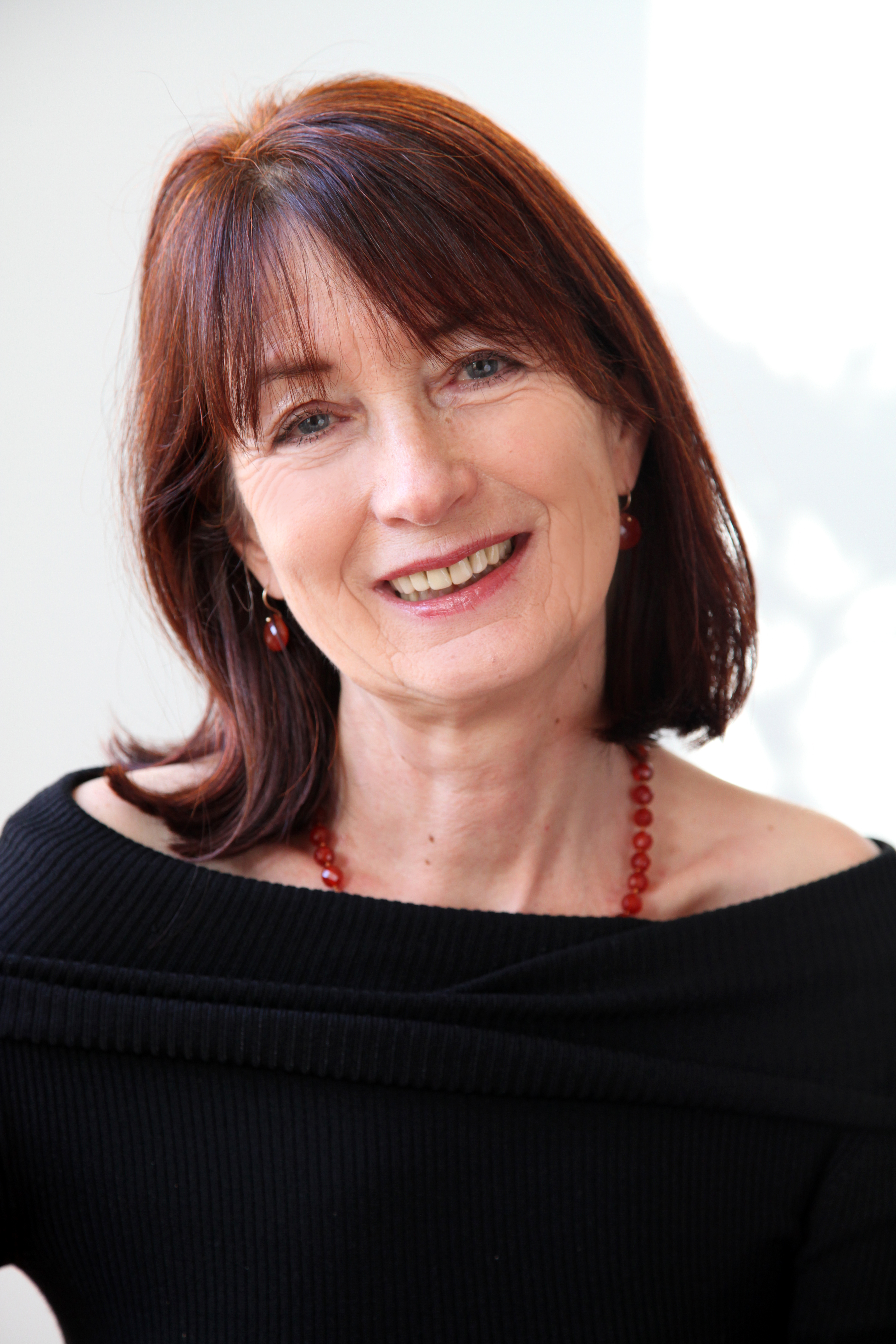
Photographie de Fleur Bourgonje, gagnante de l'édition de 1986.

Le Gouden Ezelsoor est un prix littéraire récompensant l’auteur débutant, qui, pour son premier ouvrage, effectue les meilleures ventes aux Pays-Bas, si l’ouvrage peut être considéré comme une œuvre littéraire. Il a été institué en 1979 et la dernière attribution du prix s’est faite en 2008.

## Bénéficiaires des prix
- 1979 : Monica Sauwer pour Mooie boel
- 1980 : Alexander van Es pour Anatomie van het gevoel
- 1981 : Richard Steegen pour Pakken...gepakt
- 1982 : Annie van de Oever pour Dame in broekpak
- 1983 : deux bénéficiaires
  - René Stoute pour Op de rug van vuile zwanen
  - Veronica Hazelhoff pour Nou moe!
- 1984 : Tessa de Loo pour De meisjes van de suikerwerkfabriek
- 1985 : Adriaan van Dis pour Nathan Sid
- 1986 : Fleur Bourgonje pour De terugkeer
- 1987 : Rudi van Dantzig pour Voor een verloren soldaat
- 1988 : Hanny Alders pour Non nobis
- 1989 : Margriet de Moor pour Op de rug gezien
- 1990 : Lisette Lewin pour Voor bijna alles bang geweest
- 1991 : Ernst Timmer pour Het waterrad van Ribe
- 1992 : Connie Palmen pour De wetten
- 1993 : Ronald Giphart pour Ik ook van jou
- 1994 : Kader Abdolah pour De adelaars[3]
- 1996 : Arnon Grunberg pour Blauwe maandagen[4][5].
- 1997 : Ineke Holtwijk pour Kannibalen van Rio
- 1998 : Lulu Wang pour Het lelietheater
- 1999 : Jessica Durlacher pour Het geweten
- 2000 : Erwin Mortier pour Marcel[6]
- 2001 : Maya Rasker pour Met onbekende bestemming
- 2002 : Khalid Boudou pour Het schnitzelparadijs[7]
- 2003 : Judith Koelemeijer pour Het zwijgen van Maria Zachea[8]
- 2004 : non attribué
- 2005 : Annelies Verbeke pour Slaap!
- 2006 : Gebrand Bakker pour Boven is het stil
- 2007 : non attribué
- 2008 : Christiaan Weijts pour Art.285b

### Webographie
- (nl) « Gouden Ezelsoor », sur Grafische Cultuur..